# Куин Мод (залив)
Куин Мод (на английски: Queen Maud Gulf) е голям залив на Северния ледовит океан, край северния бряг на Канада, принадлежащ административно към територия Нунавут. Дължината му от запад на изток е 300 km, ширината – до 150 km, а дълбочината – от 30 до 210 m. Явява се междинен участък на две от трасетата на Северозападния морски път (виж статията за Северозападния морски път).
Заливът Куин Мод е разположен край северния, континентален бряг на Канада, между полуостровите Кент на запад и Аделейд на изток, остров Крал Уилям на североизток и остров Виктория на северозапад. На север чрез протока Виктория се свързва със залива Ларсен, на запад чрез протока Диз – със залива Коронейшън, а на изток чрез протока Симпсън – със залива Расмусен. Всички изброени протоци и заливи са участъци от вариантните трасета на Северозападния морски път (виж статията за Северозападния морски път). Бреговете му са предимно ниски, на много места заблатени и силно разчленени от множество по-малки заливи (Кемпбъл, Лабиринт, Дърнан Маклафлин, Уилмът енд Гремптън и др.), полуострови и острови (Джени Линд, Ройял Джиографикал Сосайети, Мелбърн, Хат, О'Райли и др.). От юг в него се вливат множество реки, по-големите от които са: Елис, Пери, Армарк, Калит. Бреговете му са заети от тундрова растителност. Приливите са полуденонощни, с височина 0,3 – 0,9 m. От септември до края на юли е покрит с ледове. Морски трафик е възможен само през краткото лято (август и началото на септември), като морските кораби задължително трябва да се съпровождат от ледоразбивач.
Южният, континентален бряг на залива Куин Мод е открит и частично картографиран през 1837 г. от английския полярен изследовател Питър Уорън Диз, а през 1851 г. шотландският полярен изследовател Джон Рей открива, изследва и картира северозападния бряг на залива, респективно югоизточния бряг на остров Виктория. През 1903 – 1906 г. великият норвежки полярен изследовател Руал Амундсен прави първото плаване по т.нар. Северозападен морски път и по време на своите две принудителни зимувания (1903 – 04 и 1904 – 05 г.), в залива Йоа Хейвън, извършва детайлни изследвания и топографски картирания на бреговете и островите в него и го наименува в чест на тогавашната норвежка кралица Мод, съпруга на крал Хокон VII.